# Campeonato de División Superior de Fútbol Aficionado 1966
El Campeonato de Primera Aficionados 1966 fue la decimosexta temporada del certamen de la cuarta categoría del fútbol argentino. Se disputó entre el 30 de abril y el 17 de diciembre de 1966.
Los nuevos participantes fueron Defensores Unidos y Pilar, nuevo afiliado y reafiliado luego de no participar en el torneo de 1965, respectivamente. 
El certamen consagró campeón por primera vez a Luz y Fuerza, que obtuvo el único ascenso de la temporada.

## Ascensos y descensos
| Pos. | Ascendidos de la Primera Aficionados 1965 |
| ---- | ----------------------------------------- |
| 1º   | General Mitre                             |

| Equipos afiliados |
| ----------------- |
| Defensores Unidos |
| Pilar             |

## Formato
Los equipos se dividieron en dos zonas de 11 equipos cada una, en las cuales se enfrentaron bajo el sistema de todos contra todos a 2 ruedas. Los cuatro equipos mejor ubicados de cada zona clasificaron a un torneo octogonal final.
En el octogonal se enfrentaron bajo el sistema de todos contra todos a una sola rueda. El equipo con mayor puntaje se consagró campeón y obtuvo el ascenso.
No hubo otros ascensos ni desafiliaciones.

## Equipos participantes
| Equipo                   | Ciudad          | Estadio               |
| ------------------------ | --------------- | --------------------- |
| 9 de Julio               | Merlo           | No posee              |
| Acassuso                 | San Isidro      | No posee              |
| Atlas                    | Buenos Aires    | No posee              |
| Central Argentino        | San Martín      | Central Argentino     |
| Centro Español           | Villa Sarmiento | Güemes y Rivadavia    |
| Defensores de Almagro    | Buenos Aires    | No posee              |
| Defensores de Corrientes | Buenos Aires    | No posee              |
| Defensores Unidos        | Zárate          | Gigante de Villa Fox  |
| Deportivo Paraguayo      | Buenos Aires    | No posee              |
| Ferrocarril Midland      | Libertad        | Ciudad de Libertad    |
| General Lamadrid         | Buenos Aires    | General Lamadrid      |
| General San Martín       | Avellaneda      | No posee              |
| Ituzaingó                | Ituzaingo       | Pacheco y Acosta      |
| Juventud de Bernal       | Bernal          | Caseros y Almafuerte  |
| Juventud Unida           | San Miguel      | Sarmiento y Azcuénaga |
| La Paternal              | Buenos Aires    | No posee              |
| Luz y Fuerza             | Villa Udaondo   | No posee              |
| Macabi                   | Buenos Aires    | No posee              |
| Pilar                    | Pilar           | San Juan y Córdoba    |
| Piraña                   | Buenos Aires    | No posee              |
| Tristán Suárez           | Tristán Suárez  | Moreno y Fariña       |
| Victoriano Arenas        | Valentín Alsina | Saturnino Moure       |

### Distribución geográfica de los equipos
| Región                                   | Cant. | Equipos |
| ---------------------------------------- | ----- | --- |
| Conurbano bonaerense                     | 13    | 9 de Julio, Acassuso, Central Argentino, Centro Español, Ferrocarril Midland, General San Martín, Ituzaingó, Juventud de Bernal, Juventud Unida, Luz y Fuerza, Pilar, Tristán Suárez y Victoriano Arenas |
| Ciudad de Buenos Aires                   | 8     | Atlas, Defensores de Almagro, Defensores de Corrientes, Deportivo Paraguayo, General Lamadrid, La Paternal, Macabi y Piraña                                                                              |
| Interior de la provincia de Buenos Aires | 1     | Defensores Unidos |

## Tablas de posiciones

### Zona Sur
| Pos. | Equipo                | Pts. | PJ | PG | PE | PP | GF | GC | Dif. |
| ---- | --------------------- | ---- | -- | -- | -- | -- | -- | -- | ---- |
| 1.º  | Tristán Suárez        | 30   | 20 | 13 | 4  | 3  | 59 | 26 | 33   |
| 2.º  | Luz y Fuerza          | 29   | 20 | 13 | 3  | 4  | 36 | 14 | 22   |
| 3.º  | Piraña                | 28   | 20 | 12 | 4  | 4  | 44 | 24 | 20   |
| 4.º  | La Paternal           | 26   | 20 | 10 | 6  | 4  | 39 | 23 | 16   |
| 5.º  | Defensores de Almagro | 26   | 20 | 12 | 2  | 6  | 38 | 25 | 13   |
| 6.º  | General Lamadrid      | 20   | 20 | 9  | 2  | 9  | 23 | 25 | −2   |
| 7.º  | Macabi                | 16   | 20 | 7  | 2  | 11 | 32 | 39 | −7   |
| 8.º  | Victoriano Arenas     | 13   | 20 | 3  | 7  | 10 | 23 | 44 | −21  |
| 9.º  | Deportivo Paraguayo   | 13   | 20 | 4  | 5  | 11 | 37 | 48 | −11  |
| 10.º | General San Martín    | 10   | 20 | 4  | 2  | 14 | 25 | 62 | −37  |
| 11.º | Juventud de Bernal    | 9    | 20 | 3  | 3  | 14 | 29 | 55 | −26  |

|  | Clasificó al Torneo Octogonal Final por el campeonato |

### Zona Norte
| Pos. | Equipo                   | Pts. | PJ | PG | PE | PP | GF | GC | Dif. |
| ---- | ------------------------ | ---- | -- | -- | -- | -- | -- | -- | ---- |
| 1.º  | Ferrocarril Midland      | 30   | 20 | 12 | 6  | 2  | 58 | 30 | 28   |
| 2.º  | Defensores Unidos        | 28   | 20 | 13 | 2  | 5  | 48 | 27 | 21   |
| 3.º  | Centro Español           | 27   | 20 | 11 | 5  | 4  | 46 | 28 | 18   |
| 4.º  | Central Argentino        | 27   | 19 | 11 | 5  | 3  | 50 | 34 | 16   |
| 5.º  | Juventud Unida           | 22   | 20 | 10 | 2  | 8  | 47 | 32 | 15   |
| 6.º  | Acassuso                 | 17   | 20 | 6  | 5  | 9  | 40 | 43 | −3   |
| 7.º  | Pilar                    | 16   | 20 | 4  | 8  | 8  | 31 | 41 | −10  |
| 8.º  | Atlas                    | 15   | 20 | 6  | 3  | 11 | 24 | 41 | −17  |
| 9.º  | Defensores de Corrientes | 14   | 20 | 6  | 2  | 12 | 25 | 45 | −20  |
| 10.º | 9 de Julio               | 11   | 20 | 5  | 1  | 14 | 25 | 52 | −27  |
| 11.º | Ituzaingó                | 11   | 19 | 5  | 1  | 13 | 27 | 48 | −21  |

|  | Clasificó al Torneo Octogonal Final por el campeonato |

## Resultados

### Zona Sur
| Victoriano Arenas  | 1 - 1 | La Paternal           | La Estancia          | 30 de abril |
| Macabi             | 4 - 2 | Deportivo Paraguayo   | Pampa y Miñones      | 30 de abril |
| Piraña             | 0 - 1 | Defensores de Almagro | Riestra y Lacarra    | 30 de abril |
| General Lamadrid   | 3 - 1 | General San Martín    | General Lamadrid     | 30 de abril |
| Juventud de Bernal | 0 - 0 | Tristán Suárez        | Caseros y Almafuerte | 30 de abril |

| Tristán Suárez        | 2 - 0 | General Lamadrid  | Moreno y Fariña        | 7 de mayo |
| General San Martín    | 1 - 4 | Piraña            | Concepción Arenal      | 7 de mayo |
| Defensores de Almagro | 5 - 2 | Macabi            | Defensores de Belgrano | 7 de mayo |
| Deportivo Paraguayo   | 1 - 1 | Victoriano Arenas | General Lamadrid       | 7 de mayo |
| La Paternal           | 1 - 5 | Luz y Fuerza      | Estudiantes (BA)       | 7 de mayo |

| Luz y Fuerza      | 1 - 1 | Deportivo Paraguayo   | De Los Inmigrantes | 14 de mayo |
| Victoriano Arenas | 1 - 2 | Defensores de Almagro | La Estancia        | 14 de mayo |
| Macabi            | 2 - 3 | General San Martín    | Pampa y Miñones    | 14 de mayo |
| Piraña            | 2 - 1 | Tristán Suárez        | Riestra y Lacarra  | 14 de mayo |
| General Lamadrid  | 1 - 0 | Juventud de Bernal    | General Lamadrid   | 14 de mayo |

| Juventud de Bernal    | 3 - 3 | Piraña            | Caseros y Almafuerte   | 21 de mayo |
| Tristán Suárez        | 6 - 2 | Macabi            | Moreno y Fariña        | 21 de mayo |
| General San Martín    | 2 - 2 | Victoriano Arenas | Concepción Arenal      | 21 de mayo |
| Defensores de Almagro | 0 - 1 | Luz y Fuerza      | Defensores de Belgrano | 21 de mayo |
| Deportivo Paraguayo   | 1 - 3 | La Paternal       | Lacarra y Barros Pazos | 21 de mayo |

| La Paternal       | 2 - 1 | Defensores de Almagro | Estudiantes (BA)  | 28 de mayo |
| Luz y Fuerza      | 2 - 0 | General San Martín    | Francisco Urbano  | 28 de mayo |
| Victoriano Arenas | 1 - 3 | Tristán Suárez        | La Estancia       | 28 de mayo |
| Macabi            | 3 - 1 | Juventud de Bernal    | Pampa y Miñones   | 28 de mayo |
| Piraña            | 1 - 0 | General Lamadrid      | Riestra y Lacarra | 28 de mayo |

| General Lamadrid      | 2 - 1 | Macabi              | General Lamadrid       | 4 de junio |
| Juventud de Bernal    | 1 - 3 | Victoriano Arenas   | Caseros y Almafuerte   | 4 de junio |
| Tristán Suárez        | 4 - 2 | Luz y Fuerza        | Moreno y Fariña        | 4 de junio |
| General San Martín    | 0 - 4 | La Paternal         | Concepción Arenal      | 4 de junio |
| Defensores de Almagro | 0 - 0 | Deportivo Paraguayo | Defensores de Belgrano | 4 de junio |

| La Paternal         | 2 - 2   | Tristán Suárez     | Estudiantes (BA)       | 11 de junio |
| Luz y Fuerza        | 3 - 1   | Juventud de Bernal | Francisco Urbano       | 11 de junio |
| Victoriano Arenas   | 0 - 3   | General Lamadrid   | La Estancia            | 11 de junio |
| Macabi              | 0 - 0   | Piraña             | Pampa y Miñones        | 11 de junio |
| Deportivo Paraguayo | PP - GP | General San Martín | Lacarra y Barros Pazos | 11 de junio |

| Piraña             | 1 - 2 | Victoriano Arenas     | Lacarra y Barros Pazos | 18 de junio |
| General Lamadrid   | 1 - 3 | Luz y Fuerza          | General Lamadrid       | 18 de junio |
| Juventud de Bernal | 0 - 3 | La Paternal           | Caseros y Almafuerte   | 18 de junio |
| Tristán Suárez     | 5 - 2 | Deportivo Paraguayo   | Moreno y Fariña        | 18 de junio |
| General San Martín | 1 - 3 | Defensores de Almagro | Concepción Arenal      | 18 de junio |

| Defensores de Almagro | 1 - 2 | Tristán Suárez     | Defensores de Belgrano | 25 de junio |
| Deportivo Paraguayo   | 2 - 1 | Juventud de Bernal | Lacarra y Barros Pazos | 25 de junio |
| La Paternal           | 0 - 0 | General Lamadrid   | Estudiantes (BA)       | 25 de junio |
| Luz y Fuerza          | 1 - 0 | Piraña             | Francisco Urbano       | 25 de junio |
| Victoriano Arenas     | 1 - 0 | Macabi             | La Estancia            | 25 de junio |

| Macabi             | 1 - 0 | Luz y Fuerza          | Pampa y Miñones      | 2 de julio |
| Piraña             | 1 - 1 | La Paternal           | Riestra y Lacarra    | 2 de julio |
| General Lamadrid   | 3 - 1 | Deportivo Paraguayo   | General Lamadrid     | 2 de julio |
| Juventud de Bernal | 2 - 3 | Defensores de Almagro | Caseros y Almafuerte | 2 de julio |
| Tristán Suárez     | 6 - 1 | General San Martín    | Moreno y Fariña      | 2 de julio |

| General San Martín    | 2 - 1 | Juventud de Bernal | Moreno y Fariña        | 9 de julio |
| Defensores de Almagro | 1 - 2 | General Lamadrid   | Defensores de Belgrano | 9 de julio |
| Deportivo Paraguayo   | 3 - 5 | Piraña             | Lacarra y Barros Pazos | 9 de julio |
| La Paternal           | 1 - 0 | Macabi             | Estudiantes (BA)       | 9 de julio |
| Luz y Fuerza          | 0 - 0 | Victoriano Arenas  | Francisco Urbano       | 9 de julio |

| La Paternal           | 2 - 2 | Victoriano Arenas  | General Lamadrid       | 16 de julio |
| Deportivo Paraguayo   | 4 - 1 | Macabi             | Pampa y Miñones        | 16 de julio |
| Defensores de Almagro | 4 - 3 | Piraña             | Defensores de Belgrano | 16 de julio |
| General San Martín    | 0 - 1 | General Lamadrid   | Concepción Arenal      | 16 de julio |
| Tristán Suárez        | 6 - 2 | Juventud de Bernal | Moreno y Fariña        | 16 de julio |

| General Lamadrid  | 0 - 2 | Tristán Suárez        | General Lamadrid       | 23 de julio |
| Piraña            | 3 - 0 | General San Martín    | Lacarra y Barros Pazos | 23 de julio |
| Macabi            | 0 - 2 | Defensores de Almagro | Pampa y Miñones        | 23 de julio |
| Victoriano Arenas | 2 - 2 | Deportivo Paraguayo   | La Estancia            | 23 de julio |
| Luz y Fuerza      | 1 - 0 | La Paternal           | Francisco Urbano       | 23 de julio |

| Deportivo Paraguayo   | 0 - 2 | Luz y Fuerza      | Alfredo Beranger     | 6 de agosto |
| Defensores de Almagro | 2 - 1 | Victoriano Arenas | General Lamadrid     | 6 de agosto |
| General San Martín    | 2 - 3 | Macabi            | Pampa y Miñones      | 6 de agosto |
| Tristán Suárez        | 2 - 2 | Piraña            | Moreno y Fariña      | 6 de agosto |
| Juventud de Bernal    | 2 - 0 | General Lamadrid  | Caseros y Almafuerte | 6 de agosto |

| Piraña            | 5 - 1 | Juventud de Bernal    | Riestra y Lacarra  | 13 de agosto |
| Macabi            | 2 - 1 | Tristán Suárez        | Pampa y Miñones    | 13 de agosto |
| Victoriano Arenas | 3 - 3 | General San Martín    | General Lamadrid   | 13 de agosto |
| Luz y Fuerza      | 2 - 0 | Defensores de Almagro | De Los Inmigrantes | 13 de agosto |
| La Paternal       | 2 - 2 | Deportivo Paraguayo   | Concepción Arenal  | 13 de agosto |

| Defensores de Almagro | 0 - 1 | La Paternal       | Defensores de Belgrano | 20 de agosto |
| General San Martín    | 0 - 5 | Luz y Fuerza      | La Estancia            | 20 de agosto |
| Tristán Suárez        | 5 - 0 | Victoriano Arenas | Moreno y Fariña        | 20 de agosto |
| Juventud de Bernal    | 3 - 4 | Macabi            | Caseros y Almafuerte   | 20 de agosto |
| General Lamadrid      | 0 - 2 | Piraña            | General Lamadrid       | 20 de agosto |

| Macabi              | 1 - 1 | General Lamadrid      | Pampa y Miñones    | 27 de agosto |
| Victoriano Arenas   | 2 - 5 | Juventud de Bernal    | General Lamadrid   | 27 de agosto |
| Luz y Fuerza        | 1 - 2 | Tristán Suárez        | Francisco Urbano   | 27 de agosto |
| La Paternal         | 6 - 2 | General San Martín    | Sportivo Palermo   | 27 de agosto |
| Deportivo Paraguayo | 1 - 3 | Defensores de Almagro | Güemes y Rivadavia | 27 de agosto |

| General San Martín | 2 - 1 | Deportivo Paraguayo | Concepción Arenal    | 3 de septiembre |
| Tristán Suárez     | 0 - 1 | La Paternal         | Moreno y Fariña      | 3 de septiembre |
| Juventud de Bernal | 1 - 1 | Luz y Fuerza        | Caseros y Almafuerte | 3 de septiembre |
| General Lamadrid   | 3 - 1 | Victoriano Arenas   | General Lamadrid     | 3 de septiembre |
| Piraña             | 2 - 0 | Macabi              | Timote y Castro      | 3 de septiembre |

| Victoriano Arenas     | 0 - 1 | Piraña             | La Estancia            | 10 de septiembre |
| Luz y Fuerza          | 2 - 0 | General Lamadrid   | Francisco Urbano       | 10 de septiembre |
| La Paternal           | 5 - 0 | Juventud de Bernal | Sportivo Palermo       | 10 de septiembre |
| Deportivo Paraguayo   | 2 - 3 | Tristán Suárez     | Lacarra y Barros Pazos | 10 de septiembre |
| Defensores de Almagro | 2 - 1 | General San Martín | Pampa y Miñones        | 10 de septiembre |

| Tristán Suárez     | 2 - 2 | Defensores de Almagro | Moreno y Fariña        | 17 de septiembre |
| Juventud de Bernal | 2 - 6 | Deportivo Paraguayo   | Caseros y Almafuerte   | 17 de septiembre |
| General Lamadrid   | 1 - 0 | La Paternal           | General Lamadrid       | 17 de septiembre |
| Piraña             | 2 - 1 | Luz y Fuerza          | Lacarra y Barros Pazos | 17 de septiembre |
| Macabi             | 5 - 0 | Victoriano Arenas     | Defensores de Belgrano | 17 de septiembre |

| Luz y Fuerza          | 1 - 0 | Macabi             | Alfredo Beranger       | 1 de octubre |
| La Paternal           | 2 - 3 | Piraña             | General Lamadrid       | 1 de octubre |
| Deportivo Paraguayo   | 2 - 1 | General Lamadrid   | Caseros y Almafuerte   | 1 de octubre |
| Defensores de Almagro | 3 - 0 | Juventud de Bernal | Defensores de Belgrano | 1 de octubre |
| General San Martín    | 1 - 5 | Tristán Suárez     | Concepción Arenal      | 1 de octubre |

| Juventud de Bernal | 3 - 0 | General San Martín    | Caseros y Almafuerte | 8 de octubre |
| General Lamadrid   | 1 - 3 | Defensores de Almagro | General Lamadrid     | 8 de octubre |
| Piraña             | 4 - 1 | Deportivo Paraguayo   | Riestra y Lacarra    | 8 de octubre |
| Macabi             | 1 - 2 | La Paternal           | Pampa y Miñones      | 8 de octubre |
| Victoriano Arenas  | 0 - 2 | Luz y Fuerza          | La Estancia          | 8 de octubre |

### Zona Norte
| Acassuso                 | 3 - 1 | Central Argentino   | Guido y Spano         | 30 de abril |
| Atlas                    | 1 - 5 | Ferrocarril Midland | Güemes y Rivadavia    | 30 de abril |
| Defensores de Corrientes | 1 - 0 | Ituzaingó           | Central Argentino     | 30 de abril |
| Defensores Unidos        | 3 - 4 | Centro Español      | Gigante de Villa Fox  | 30 de abril |
| Juventud Unida           | 1 - 1 | Pilar               | Sarmiento y Azcuénaga | 30 de abril |

| Central Argentino   | 5 - 1 | 9 de Julio               | Central Argentino        | 7 de mayo |
| Centro Español      | 0 - 1 | Atlas                    | Güemes y Rivadavia       | 7 de mayo |
| Ferrocarril Midland | 1 - 1 | Acassuso                 | Ciudad de Libertad       | 7 de mayo |
| Ituzaingó           | 1 - 3 | Defensores Unidos        | Pacheco y Mariano Acosta | 7 de mayo |
| Pilar               | 2 - 0 | Defensores de Corrientes | San Juan y Córdoba       | 7 de mayo |

| 9 de Julio               | 2 - 2 | Ferrocarril Midland | Pacheco y Mariano Acosta | 14 de mayo |
| Acassuso                 | 2 - 2 | Centro Español      | Guido y Spano            | 14 de mayo |
| Atlas                    | 3 - 0 | Ituzaingó           | Güemes y Rivadavia       | 14 de mayo |
| Defensores de Corrientes | 0 - 4 | Juventud Unida      | Central Argentino        | 14 de mayo |
| Defensores Unidos        | 2 - 0 | Pilar               | Gigante de Villa Fox     | 14 de mayo |

| Centro Español      | 2 - 1 | 9 de Julio        | Güemes y Rivadavia       | 21 de mayo |
| Ferrocarril Midland | 3 - 3 | Central Argentino | Ciudad de Libertad       | 21 de mayo |
| Ituzaingó           | 2 - 1 | Acassuso          | Pacheco y Mariano Acosta | 21 de mayo |
| Juventud Unida      | 0 - 3 | Defensores Unidos | Sarmiento y Azcuénaga    | 21 de mayo |
| Pilar               | 0 - 1 | Atlas             | San Juan y Córdoba       | 21 de mayo |

| 9 de Julio        | 1 - 4 | Ituzaingó                | Ciudad de Libertad   | 28 de mayo |
| Acassuso          | 3 - 3 | Pilar                    | Guido y Spano        | 28 de mayo |
| Atlas             | 0 - 1 | Juventud Unida           | Güemes y Rivadavia   | 28 de mayo |
| Central Argentino | 5 - 2 | Centro Español           | Central Argentino    | 28 de mayo |
| Defensores Unidos | 3 - 0 | Defensores de Corrientes | Gigante de Villa Fox | 28 de mayo |

| Centro Español           | 2 - 2 | Ferrocarril Midland | Güemes y Rivadavia       | 4 de junio |
| Defensores de Corrientes | 5 - 1 | Atlas               | Central Argentino        | 4 de junio |
| Ituzaingó                | 4 - 5 | Central Argentino   | Pacheco y Mariano Acosta | 4 de junio |
| Juventud Unida           | 4 - 2 | Acassuso            | Sarmiento y Azcuénaga    | 4 de junio |
| Pilar                    | 0 - 4 | 9 de Julio          | San Juan y Córdoba       | 4 de junio |

| 9 de Julio          | 1 - 7 | Juventud Unida           | Pacheco y Mariano Acosta | 11 de junio |
| Acassuso            | 4 - 2 | Defensores de Corrientes | Guido y Spano            | 11 de junio |
| Atlas               | 1 - 1 | Defensores Unidos        | Güemes y Rivadavia       | 11 de junio |
| Central Argentino   | 2 - 2 | Pilar                    | Central Argentino        | 16 de julio |
| Ferrocarril Midland | 6 - 2 | Ituzaingó                | Ciudad de Libertad       | 16 de julio |

| Defensores de Corrientes | 2 - 1 | 9 de Julio          | Central Argentino        | 18 de junio |
| Defensores Unidos        | 3 - 0 | Acassuso            | Gigante de Villa Fox     | 18 de junio |
| Ituzaingó                | 1 - 0 | Centro Español      | Pacheco y Mariano Acosta | 18 de junio |
| Juventud Unida           | 1 - 0 | Central Argentino   | Sarmiento y Azcuénaga    | 18 de junio |
| Pilar                    | 3 - 2 | Ferrocarril Midland | San Juan y Córdoba       | 18 de junio |

| 9 de Julio          | 0 - 2 | Defensores Unidos        | Pacheco y Mariano Acosta | 25 de junio |
| Acassuso            | 0 - 0 | Atlas                    | Guido y Spano            | 25 de junio |
| Central Argentino   | 4 - 1 | Defensores de Corrientes | Central Argentino        | 25 de junio |
| Centro Español      | 3 - 0 | Pilar                    | Güemes y Rivadavia       | 25 de junio |
| Ferrocarril Midland | 1 - 0 | Juventud Unida           | Ciudad de Libertad       | 25 de junio |

| Atlas                    | 3 - 1 | 9 de Julio          | Güemes y Rivadavia    | 2 de julio |
| Defensores de Corrientes | 1 - 2 | Ferrocarril Midland | Central Argentino     | 2 de julio |
| Defensores Unidos        | 1 - 2 | Central Argentino   | Gigante de Villa Fox  | 2 de julio |
| Juventud Unida           | 0 - 2 | Centro Español      | Sarmiento y Azcuénaga | 2 de julio |
| Pilar                    | 5 - 0 | Ituzaingó           | San Juan y Córdoba    | 2 de julio |

| Centro Español      | 3 - 1 | Defensores de Corrientes | Güemes y Rivadavia       | 9 de julio |
| 9 de Julio          | 4 - 1 | Acassuso                 | Sarmiento y Azcuénaga    | 9 de julio |
| Central Argentino   | 3 - 0 | Atlas                    | Central Argentino        | 9 de julio |
| Ituzaingó           | 3 - 1 | Juventud Unida           | Pacheco y Mariano Acosta | 9 de julio |
| Ferrocarril Midland | 4 - 2 | Defensores Unidos        | Ciudad de Libertad       | 9 de julio |

| Centro Español      | 4 - 1 | Defensores Unidos        | Güemes y Rivadavia       | 23 de julio |
| Central Argentino   | 3 - 2 | Acassuso                 | Central Argentino        | 23 de julio |
| Ferrocarril Midland | 6 - 1 | Atlas                    | Ciudad de Libertad       | 23 de julio |
| Ituzaingó           | 0 - 1 | Defensores de Corrientes | Pacheco y Mariano Acosta | 23 de julio |
| Pilar               | 2 - 2 | Juventud Unida           | San Juan y Córdoba       | 23 de julio |

| Acassuso                 | 1 - 3 | Ferrocarril Midland | Güemes y Rivadavia   | 6 de agosto  |
| Atlas                    | 1 - 2 | Centro Español      | Estudiantes (BA)     | 6 de agosto  |
| Defensores de Corrientes | 1 - 1 | Pilar               | Central Argentino    | 6 de agosto  |
| Defensores Unidos        | 2 - 1 | Ituzaingó           | Gigante de Villa Fox | 6 de agosto  |
| 9 de Julio               | 0 - 4 | Central Argentino   | Ciudad de Libertad   | 27 de agosto |

| Centro Español      | 4 - 2 | Acassuso                 | Güemes y Rivadavia       | 13 de agosto |
| Ferrocarril Midland | 2 - 0 | 9 de Julio               | Ciudad de Libertad       | 13 de agosto |
| Ituzaingó           | 1 - 2 | Atlas                    | Pacheco y Mariano Acosta | 13 de agosto |
| Juventud Unida      | 1 - 2 | Defensores de Corrientes | Sarmiento y Azcuénaga    | 13 de agosto |
| Pilar               | 1 - 1 | Defensores Unidos        | San Juan y Córdoba       | 13 de agosto |

| 9 de Julio        | 3 - 2 | Centro Español      | Ciudad de Libertad   | 20 de agosto |
| Acassuso          | 4 - 0 | Ituzaingó           | Guido y Spano        | 20 de agosto |
| Atlas             | 3 - 3 | Pilar               | Güemes y Rivadavia   | 20 de agosto |
| Central Argentino | 3 - 3 | Ferrocarril Midland | Central Argentino    | 20 de agosto |
| Defensores Unidos | 5 - 2 | Juventud Unida      | Gigante de Villa Fox | 20 de agosto |

| Centro Español           | 2 - 2 | Central Argentino | Güemes y Rivadavia       | 3 de septiembre |
| Defensores de Corrientes | 2 - 3 | Defensores Unidos | Central Argentino        | 3 de septiembre |
| Ituzaingó                | 0 - 2 | 9 de Julio        | Pacheco y Mariano Acosta | 3 de septiembre |
| Juventud Unida           | 2 - 1 | Atlas             | Sarmiento y Azcuénaga    | 3 de septiembre |
| Pilar                    | 2 - 5 | Acassuso          | San Juan y Córdoba       | 3 de septiembre |

| 9 de Julio          | 0 - 1   | Pilar                    | Pacheco y Mariano Acosta | 10 de septiembre |
| Acassuso            | 0 - 4   | Juventud Unida           | General Lamadrid         | 10 de septiembre |
| Atlas               | 2 - 4   | Defensores de Corrientes | Güemes y Rivadavia       | 10 de septiembre |
| Ferrocarril Midland | 1 - 1   | Centro Español           | Ciudad de Libertad       | 10 de septiembre |
| Central Argentino   | GP - PP | Ituzaingó                | Central Argentino        | 10 de septiembre |

| Defensores de Corrientes | 1 - 1 | Acassuso            | Central Argentino        | 17 de septiembre |
| Defensores Unidos        | 2 - 0 | Atlas               | Gigante de Villa Fox     | 17 de septiembre |
| Ituzaingó                | 0 - 2 | Ferrocarril Midland | Pacheco y Mariano Acosta | 17 de septiembre |
| Juventud Unida           | 3 - 0 | 9 de Julio          | Sarmiento y Azcuénaga    | 17 de septiembre |
| Pilar                    | 1 - 1 | Central Argentino   | San Juan y Córdoba       | 17 de septiembre |

| 9 de Julio          | 1 - 0 | Defensores de Corrientes | Pacheco y Mariano Acosta | 24 de septiembre |
| Acassuso            | 1 - 2 | Defensores Unidos        | Médanos y Boyacá         | 24 de septiembre |
| Central Argentino   | 2 - 5 | Juventud Unida           | Central Argentino        | 24 de septiembre |
| Centro Español      | 1 - 1 | Ituzaingó                | Güemes y Rivadavia       | 24 de septiembre |
| Ferrocarril Midland | 3 - 2 | Pilar                    | Ciudad de Libertad       | 24 de septiembre |

| Atlas                    | 1 - 3 | Acassuso            | Güemes y Rivadavia    | 8 de octubre |
| Defensores de Corrientes | 1 - 3 | Central Argentino   | Central Argentino     | 8 de octubre |
| Defensores Unidos        | 6 - 1 | 9 de Julio          | Gigante de Villa Fox  | 8 de octubre |
| Juventud Unida           | 2 - 3 | Ferrocarril Midland | Sarmiento y Azcuénaga | 8 de octubre |
| Pilar                    | 0 - 4 | Centro Español      | San Juan y Córdoba    | 8 de octubre |

| 9 de Julio          | 1 - 2 | Atlas                    | Sarmiento y Azcuénaga    | 15 de octubre |
| Central Argentino   | 1 - 0 | Defensores Unidos        | Central Argentino        | 15 de octubre |
| Centro Español      | 2 - 1 | Juventud Unida           | Güemes y Rivadavia       | 15 de octubre |
| Ferrocarril Midland | 5 - 0 | Defensores de Corrientes | Ciudad de Libertad       | 15 de octubre |
| Ituzaingó           | 3 - 2 | Pilar                    | Pacheco y Mariano Acosta | 15 de octubre |

| Defensores Unidos        | 3 - 2 | Ferrocarril Midland | Gigante de Villa Fox  | 22 de octubre |
| Acassuso                 | 4 - 1 | 9 de Julio          | Médanos y Boyacá      | 22 de octubre |
| Defensores de Corrientes | 0 - 4 | Centro Español      | Güemes y Rivadavia    | 22 de octubre |
| Juventud Unida           | 6 - 2 | Ituzaingó           | Sarmiento y Azcuénaga | 22 de octubre |
| Atlas                    | 0 - 1 | Central Argentino   | Central Argentino     | 22 de octubre |

## Torneo Octogonal

### Tabla de posiciones
| Pos. | Equipo              | Pts. | PJ | PG | PE | PP | GF | GC | Dif. |
| ---- | ------------------- | ---- | -- | -- | -- | -- | -- | -- | ---- |
| 1.º  | Luz y Fuerza        | 10   | 7  | 5  | 0  | 2  | 19 | 6  | 13   |
| 2.º  | Ferrocarril Midland | 9    | 7  | 3  | 3  | 1  | 16 | 11 | 5    |
| 3.º  | Central Argentino   | 8    | 7  | 3  | 2  | 2  | 16 | 12 | 4    |
| 4.º  | Centro Español      | 8    | 7  | 3  | 2  | 2  | 17 | 14 | 3    |
| 5.º  | Piraña              | 8    | 7  | 3  | 2  | 2  | 16 | 13 | 3    |
| 6.º  | Defensores Unidos   | 5    | 7  | 2  | 1  | 4  | 9  | 18 | −9   |
| 7.º  | La Paternal         | 5    | 7  | 2  | 1  | 4  | 10 | 21 | −11  |
| 8.º  | Tristán Suárez      | 3    | 7  | 1  | 1  | 5  | 9  | 17 | −8   |

|  | Se consagró campeón y ascendió a la Primera C |

### Resultados
| Centro Español    | 4 - 4 | Ferrocarril Midland | Francisco Urbano         | 5 de noviembre |
| Defensores Unidos | 1 - 7 | Luz y Fuerza        | Manuela Pedraza y Crámer | 5 de noviembre |
| La Paternal       | 3 - 5 | Central Argentino   | Estudiantes (BA)         | 5 de noviembre |
| Tristán Suárez    | 1 - 4 | Piraña              | Médanos y Boyacá         | 5 de noviembre |

| Central Argentino   | 2 - 3 | Centro Español    | Concepción Arenal | 12 de noviembre |
| Ferrocarril Midland | 1 - 0 | Defensores Unidos | Tres de Febrero   | 12 de noviembre |
| La Paternal         | 2 - 2 | Tristán Suárez    | Nueva Chicago     | 12 de noviembre |
| Luz y Fuerza        | 1 - 2 | Piraña            | La Bombonera      | 12 de noviembre |

| Centro Español    | 2 - 3 | La Paternal         | Estudiantes (BA) | 19 de noviembre |
| Defensores Unidos | 2 - 2 | Central Argentino   | Guido y Spano    | 19 de noviembre |
| Piraña            | 3 - 3 | Ferrocarril Midland | Médanos y Boyacá | 19 de noviembre |
| Tristán Suárez    | 1 - 2 | Luz y Fuerza        | Los Andes        | 19 de noviembre |

| Central Argentino   | 4 - 1 | Piraña            | De Los Inmigrantes | 26 de noviembre |
| Centro Español      | 4 - 2 | Tristán Suárez    | Nueva Chicago      | 26 de noviembre |
| Ferrocarril Midland | 1 - 3 | Luz y Fuerza      | Timote y Castro    | 26 de noviembre |
| La Paternal         | 0 - 3 | Defensores Unidos | Mitre y Puccini    | 26 de noviembre |

| Tristán Suárez    | 0 - 2 | Ferrocarril Midland | Francisco Urbano | 3 de diciembre |
| Defensores Unidos | 0 - 3 | Centro Español      | Guido y Spano    | 3 de diciembre |
| Luz y Fuerza      | 0 - 1 | Central Argentino   | La Bombonera     | 3 de diciembre |
| Piraña            | 1 - 2 | La Paternal         | El Gasómetro     | 3 de diciembre |

| Central Argentino | 1 - 1 | Ferrocarril Midland | Médanos y Boyacá         | 10 de diciembre |
| Centro Español    | 1 - 1 | Piraña              | Nueva Chicago            | 10 de diciembre |
| Defensores Unidos | 2 - 1 | Tristán Suárez      | Peña y Arenales          | 10 de diciembre |
| La Paternal       | 0 - 4 | Luz y Fuerza        | Manuela Pedraza y Crámer | 10 de diciembre |

| Ferrocarril Midland | 4 - 0 | La Paternal       | Médanos y Boyacá         | 17 de diciembre |
| Luz y Fuerza        | 2 - 0 | Centro Español    | Manuela Pedraza y Crámer | 17 de diciembre |
| Piraña              | 4 - 1 | Defensores Unidos | Guido y Spano            | 17 de diciembre |
| Tristán Suárez      | 2 - 1 | Central Argentino | Chacarita Juniors        | 17 de diciembre |